# Pedro Velázquez Campos
Pedro Velázquez Campos (31 de mayo de 1948) es un exfutbolista mexicano que jugó de defensa.

## Clubes
- Cruz Azul (1970-1975)
- Tigres de la UANL (1975-1978)

## Palmarés

### Campeonatos nacionales
| Título               | Equipo      | País   | Año       |
| -------------------- | ----------- | ------ | --------- |
| Primera División     | Cruz Azul   | México | Mex. 1970 |
| Primera División     | Cruz Azul   | México | 1971-72   |
| Primera División     | Cruz Azul   | México | 1972-73   |
| Primera División     | Cruz Azul   | México | 1973-74   |
| Campeón de Campeones | Cruz Azul   | México | 1973-74   |
| Copa México          | Tigres UANL | México | 1975-76   |